# Gilberto Freyre

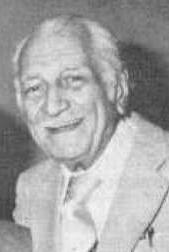
Gilberto Freyre (ca. 1975)

Gilberto de Mello Freyre (* 15. März 1900 in Recife; † 18. Juli 1987 ebenda) war ein brasilianischer Soziologe und Anthropologe. Sein berühmtestes Werk ist Herrenhaus und Sklavenhütte (Casa Grande e Senzala).

## Leben
Freyre war einer der ersten in den USA ausgebildeten Brasilianer. 1922 schloss er sein Studium mit dem Magisterexamen an der Columbia-Universität in New York ab. Diese Arbeit, Social Life in Brazil, war gewissermaßen die Ausgangsbasis für sein späteres Werk Casa Grande e Senzala.
Als seine wichtigsten Lehrer bezeichnete Freyre später den Anthropologen Franz Boas, den Soziologen Franklin Giddings und den Volkswirtschaftler Edwin Seligman.
Nach seinem Studium hielt er sich zu anthropologischen Studien in Europa auf.
1928 wurde auf sein Betreiben das Unterrichtsfach Soziologie an der Lehrerbildungsanstalt des Staates Pernambuco eingeführt. Nachdem er vor allem durch den Soziologen Edgar Roquette Pinto, der seine Kenntnis der Rassenbiologie sowie seine originellen Denkmethoden hervorgehoben hatte, international bekannt geworden war, hielt er sich an vielen Universitäten weltweit zu Vorlesungen und Seminaren auf.
In den 1930er Jahren, als die República Velha in Brasilien gestürzt und unter Getúlio Dornelles Vargas eine Militärdiktatur errichtet wurde, musste Gilberto Freyre wegen seiner politischen Tätigkeiten Brasilien verlassen und ging nach Portugal, wo er die Ideologie des Lusotropikalismus mitbegründete, und in die Vereinigten Staaten ins Exil.
Freyre war Abgeordneter für den Bundesstaat Pernambuco in der Verfassunggebenden Versammlung von 1946 und an der Ausarbeitung der brasilianischen Verfassung der Vierten Republik beteiligt.
1948 war er einer der Acht Weisen von Paris, welche von der UNESCO eingeladen worden waren, unter Leitung des englischen Biologen Julian Huxley die Gründe von internationalen Spannungen zu erforschen.
1954 erstellte er im Auftrag der deutschen Bundesregierung ein Gutachten über das Problem der Besatzungskinder. Für die UNO erarbeitete er ein Gutachten über das Rassenproblem in Südafrika. Auf dem Weltkongress der Soziologen (Amsterdam 1954) war er einer der vier Hauptreferenten. Seit 1962 war er gewähltes Mitglied der American Philosophical Society. 1966 wurde er in die American Academy of Arts and Sciences gewählt. Auch erhielt er 1968 den Ehrendoktor der Rechts- und Staatswissenschaftlichen Fakultät der Universität Münster i. W.
In seinem Werk Herrenhaus und Sklavenhütte finden sich laut der Historikerin Silvia Cortez Silva bei der Beschreibung jüdischer Identität zahlreiche antisemitische Vorurteile und Ausdrücke wie „Blutsauger“, „Parasit“, „Ausbeuter“ oder „Judennase“. Diese Aspekte seien in der Rezeption bislang nur unzureichend beachtet worden.
Für seine wissenschaftlichen Leistungen war er für den Nobelpreis vorgeschlagen worden.
Sein Leben und Werk werden in der Casa-Museu Magdalena e Gilberto Freyre dokumentiert.

## Schriften
- Casa-Grande & Senzala, 1933
- Guia Prático, Histórico e Sentimental da Cidade do Recife, 1934
- Sobrados e Mucambos, 1936
- Nordeste. Aspectos da Influência da Cana Sobre a Vida e a Paisagem …,[4] 1937
- Açúcar. Uma Sociologia do Doce, 1939
- Olinda, 1939
- O mundo que o português criou, 1940
- Um engenheiro francês no Brasil, 1940; 2. Auflage 1960
- Região e Tradição, 1941
- Ingleses, 1942
- Problemas brasileiros de antropologia, 1943
- Continente e ilha, 1943
- Sociologia, 1945
- Interpretação do Brasil, 1947
- Ingleses no Brasil, 1948
- Assombrações do Recife velho, 1955
- A Propósito de Frades, 1957
- Ordem e Progresso, 1959
- O Recife sim, Recife não, 1960
- Talvez Poesia, 1962
- Vida, Forma e Cor, 1962
- Os escravos nos anúncios de jornais brasileiros do século XIX, 1963
- Vida social no Brasil nos meados do século XIX, 1964
- Brasis, Brasil e Brasília, 1968
- Como e porque não sou sociólogo, 1968
- O brasileiro entre os outros hispanos, 1975
- Tempo morto e outros tempos, 1975
- Oh de Casa, 1979
- Homens, engenharias e rumos sociais, 1987